# Chloé Henry
Chloé Celine Theys Henry (Corpus Christi, 5 marzo 1987) è un'astista ed ex ginnasta belga.

## Biografia
È nata negli Stati Uniti d'America, paese di cui possiede la cittadinanza, dove ha vissuto fino all'età di 8 anni. Ritornata in Belgio con la famiglia, Henry si è dedicata alla ginnastica artistica. Nel 2004 ha partecipato agli Europei di specialità tenutisi ad Amsterdam. Ha preso parte ad altre tre edizioni degli Europei (nel 2005, 2006 e 2007) e ai Mondiali di Aarhus del 2006. Nel 2007, in seguito ad un infortunio al gomito e alla mancata qualificazione ai Mondiali del 2008 e ai Giochi olimpici di Pechino 2008, ha lasciato la ginnastica per dedicarsi al salto con l'asta.
Nel 2008, dopo soli 5 mesi di allenamento, ha vinto la medaglia di bronzo ai campionati nazionali (competizione in cui andrà sempre a medaglia fino al 2015). Henry ha debuttato internazionalmente nel 2013 alle Universiadi di Kazan'. Nel 2016 è stata la prima atleta belga a qualificarsi nel salto con l'asta agli Europei, partecipando alla competizione di Amsterdam.
Ha inoltre detenuto il record nazionale della specialità dal 2014 fino al 2017, venendo superata dalle prestazioni di Fanny Smets.

## Palmarès
| Anno | Manifestazione | Sede      | Evento           | Risultato | Prestazione | Note                                     |
| ---- | -------------- | --------- | ---------------- | --------- | ----------- | ---------------------------------------- |
| 2013 | Universiadi    | Kazan'    | Salto con l'asta | 6ª        | 4,30 m      |                                          |
| 2015 | Universiadi    | Gwangju   | Salto con l'asta | Bronzo    | 4,40 m      | Miglior prestazione personale stagionale |
| 2016 | Europei        | Amsterdam | Salto con l'asta | 23ª (q)   | 4,00 m      |                                          |